# نیروی هوایی دوم
نیروی هوایی دوم (انگلیسی: Second Air Force) یک نیروی هوایی شماره‌دار در نیروی هوایی ایالات متحده آمریکا و تحت امر فرماندهی آموزش و تمرین هوایی است، که مسئول انجام آموزش‌های نظامی و فنی پایه برای اعضای داوطلب نیروی هوایی و افسران غیرپروازی است. ستاد فرماندهی نیروی هوایی دوم در پایگاه نیروی هوایی کیسلر، می‌سی‌سی‌پی قرار دارد.
پیشینه تأسیس این نیرو به ۱۹ اکتبر ۱۹۴۰ بازمی‌گردد که ناحیه هوایی شمال غربی نیروی هوایی توسط نیروی هوایی نیروی زمینی ایالات متحده آمریکا شکل گرفت و در ۲۶ مارس ۱۹۴۱ به‌عنوان نیروی هوایی دوم نامگذاری شد. در طول جنگ جهانی دوم، این یگان از مناطق شمال غربی ایالات متحده و دشت‌های بزرگ بالایی دفاع کرد و در طول جنگ سرد، واحد فرماندهی هوایی استراتژیک با بمب‌افکن‌ها و موشک‌های استراتژیک بود. عناصر نیروی هوایی دوم در عملیات جنگی در طول جنگ کره، جنگ ویتنام و همچنین جنگ خلیج فارس شرکت داشتند.